# Uhland (Texas)
Pour les articles homonymes, voir Uhland.
Uhland est une ville située en limite des comtés de Caldwell et de Hays  au Texas, aux États-Unis,. La ville est baptisée en hommage à Ludwig Uhland.

## Démographie
Lors du recensement de 2010, la ville comptait une population de 1 014 habitants. Elle est estimée, en 2018, à 1 087 habitants.

### Source de la traduction
- (en) Cet article est partiellement ou en totalité issu de l’article de Wikipédia en anglais intitulé « Uhland, Texas » (voir la liste des auteurs).